# Episodi di Branded (seconda stagione)
La seconda stagione della serie televisiva Branded è andata in onda negli Stati Uniti dal 12 settembre 1965 al 24 aprile 1966 sulla NBC.
| nº | Titolo originale                 | Prima TV USA      |
| -- | -------------------------------- | ----------------- |
| 1  | Judge Not                        | 12 settembre 1965 |
| 2  | Now Join the Human Race          | 19 settembre 1965 |
| 3  | Mightier Than the Sword          | 26 settembre 1965 |
| 4  | I Killed Jason McCord            | 3 ottobre 1965    |
| 5  | The Bar Sinister                 | 10 ottobre 1965   |
| 6  | Seward's Folly                   | 17 ottobre 1965   |
| 7  | Salute the Soldier Briefly       | 24 ottobre 1965   |
| 8  | The Richest Man in Boot Hill     | 31 ottobre 1965   |
| 9  | Fill No Glass for Me: Part 1     | 7 novembre 1965   |
| 10 | Fill No Glass for Me: Part 2     | 14 novembre 1965  |
| 11 | The Greatest Coward on Earth     | 21 novembre 1965  |
| 12 | $10,000 for Durango              | 28 novembre 1965  |
| 13 | Romany Roundup: Part 1           | 5 dicembre 1965   |
| 14 | Romany Roundup: Part 2           | 12 dicembre 1965  |
| 15 | A Proud Town                     | 19 dicembre 1965  |
| 16 | The Golden Fleece                | 2 gennaio 1966    |
| 17 | The Wolfers                      | 9 gennaio 1966    |
| 18 | This Stage of Fools              | 16 gennaio 1966   |
| 19 | A Destiny Which Made Us Brothers | 23 gennaio 1966   |
| 20 | McCord's Way                     | 30 gennaio 1966   |
| 21 | Nice Day for a Hanging           | 6 febbraio 1966   |
| 22 | Barbed Wire                      | 13 febbraio 1966  |
| 23 | Yellow for Courage               | 20 febbraio 1966  |
| 24 | Call to Glory: Part 1            | 27 febbraio 1966  |
| 25 | Call to Glory: Part 2            | 6 marzo 1966      |
| 26 | Call to Glory: Part 3            | 13 marzo 1966     |
| 27 | The Ghost of Murietta            | 20 marzo 1966     |
| 28 | The Assassins: Part 1            | 27 marzo 1966     |
| 29 | The Assassins: Part 2            | 3 aprile 1966     |
| 30 | Headed for Doomsday              | 10 aprile 1966    |
| 31 | Cowards Die Many Times           | 17 aprile 1966    |
| 32 | Kellie                           | 24 aprile 1966    |

## Judge Not
- Prima televisiva: 12 settembre 1965
- Diretto da: Vincent McEveety
- Scritto da: Jerome B. Thomas

### Trama
- Guest star: Harry Harvey (Potter), Tom Drake (maggiore Tom Rock), Clint Sharp (conducente della diligenza), Willard Sage (ranger Tuttle), Warren Oates (Pierce), Kathleen Crowley (Laura Rock), Lou Roberson (Shotgun)

## Now Join the Human Race
- Prima televisiva: 19 settembre 1965
- Diretto da: Harry Harris
- Scritto da: Ken Pettus

### Trama
- Guest star: Ted Jordan (sergente Mayhew), Ann Morell (Snow Child), Burt Reynolds (Red Hand), Noah Beery Jr. (maggiore Lynch), James Anderson (tenente Garrett)

## Mightier Than the Sword
- Prima televisiva: 26 settembre 1965
- Diretto da: Vincent McEveety
- Scritto da: Frank Chase

### Trama
- Guest star: Charles Horvath (Deke), Ed McCready (Anders), Kevin Hagen (Paul Mandell), Mike Lane (Trask), Maureen Arthur (Teddi Stafford), Lola Albright (Ann Williams)

## I Killed Jason McCord
- Prima televisiva: 3 ottobre 1965
- Diretto da: Larry Peerce
- Scritto da: Joseph Hoffman

### Trama
- Guest star: Baynes Barron (sceriffo), Larry Pennell (Tuck Fraser), Alex Sharp (Matt Hawley), Billy Beck (Gibbons), Bruce Bennett (Archie Fletcher), Karen Steele (Lorrie Heller), Lee Delano (Carter)

## The Bar Sinister
- Prima televisiva: 10 ottobre 1965
- Diretto da: Larry Peerce
- Scritto da: Jack Paritz

### Trama
- Guest star: Rick Johnson (Peter Foley), William Gwinn (Kern), Deidre Cole (Becky), Ron Johnson (Paul Foley), Stephen McNally (Caleb Reymer), Marian Seldes (Neela), Michel Petit (Jimmy Whitlaw), Paulle Clark (Hannah Reymer), Howard Curtis (Huber Mills), Walter O'Malley (dottore)

## Seward's Folly
- Prima televisiva: 17 ottobre 1965
- Diretto da: Larry Peerce
- Scritto da: William Marks, George Schenck

### Trama
- Guest star: Charles Maxwell (Sobel), Ian Wolfe (William Henry Seward), Joel Marston (impiegato dell'hotel), Robert F. Hoy (Grimes), Coleen Gray (Leslie Gregg), J. Pat O'Malley (Rufus Pitkin), Lulu Porter (Millie)

## Salute the Soldier Briefly
- Prima televisiva: 24 ottobre 1965
- Diretto da: Lee H. Katzin
- Scritto da: Frederick Louis Fox

### Trama
- Guest star: Michael Rennie (Charles Briswell), Duncan McLeod (maggiore Brackham), Harry Lauter (Dart), Henry Brandon (Cleve), Jim Davis (Wheeler), John Pickard (tenente Shanley), Claude Hall (Sample), John Mitchum (Slate), Chuck Hamilton (Daygan), Michael Keep (capo Wateekah), Pedro Gonzalez Gonzalez (Jose)

## The Richest Man in Boot Hill
- Prima televisiva: 31 ottobre 1965
- Diretto da: Larry Peerce
- Scritto da: Elon Packard

### Trama
- Guest star: Jack Lambert (Marty Slater), Lee Van Cleef (Fred Slater), John Indrisano (Howie), William Henry (sceriffo), J. Pat O'Malley (Rufus I. Pitkin), Richard Bakalyan (Roy Barlow), Fred Carson (Scotty)

## Fill No Glass for Me: Part 1
- Prima televisiva: 7 novembre 1965
- Diretto da: Vincent McEveety
- Scritto da: Frederick Louis Fox

### Trama
- Guest star: Henry Brandon (tenente), Duncan McLeod (maggiore Brackham), Pedro Gonzalez Gonzalez (Jose), Harry Lauter (Dart), Greg Morris (caporale Johnny Macon), Michael Keep (capo Wateekah), Davis Roberts (Hawkins)

## Fill No Glass for Me: Part 2
- Prima televisiva: 14 novembre 1965
- Diretto da: Vincent McEveety
- Scritto da: Frederick Louis Fox

### Trama
- Guest star: Greg Morris (caporale Johnny Macon), Michael Keep (capo Wateekah), Davis Roberts (Charlie Hawkins)

## The Greatest Coward on Earth
- Prima televisiva: 21 novembre 1965
- Diretto da: Lee H. Katzin
- Scritto da: Nat Tanchuck

### Trama
- Guest star: Angelo Rossitto (uomo al tiro a segno), Pamela Curran (principessa Salome), Hugh Langtree (Preston), Max Lewin (Harrison), Pat O'Brien (P. T. Barnum), Dick Clark (J.A. Bailey), James Chandler (Charlie Stark), I. Stanford Jolley (Enos Scoggins), John Marley (Coutts), Victor Izay (impiegato dell'hotel), Chuck Hicks (Young Samson)

## $10,000 for Durango
- Prima televisiva: 28 novembre 1965
- Diretto da: Larry Peerce
- Scritto da: Jerome B. Thomas

### Trama
- Guest star: Pete Dunn (Taylor), Edwin Cook (Tiny Bradford), John Agar (sceriffo), Montie Plyer (Morgan), Martha Hyer (Callie Clay), Lloyd Bochner (Frank Ross), Gregg Palmer (Doc), James Drake (vicesceriffo)

## Romany Roundup: Part 1
- Prima televisiva: 5 dicembre 1965
- Diretto da: Lee H. Katzin
- Soggetto di: Lou Shaw

### Trama
- Guest star: Don Collier (Jud Foley), Joan Huntington (Lisa), Gary Merrill (Aaron Shields), Ahna Capri (Robin Shields), Alan Baxter (sceriffo), Nico Minardos (Kolyan), Michael J. Pollard (Digby Popham)

## Romany Roundup: Part 2
- Prima televisiva: 12 dicembre 1965
- Diretto da: Lee H. Katzin
- Soggetto di: Lou Shaw

### Trama
- Guest star: Don Collier (Jud Foley), Joan Huntington (Lisa), Gary Merrill (Aaron Shields), Ahna Capri (Robin Shields), Alan Baxter (sceriffo), Nico Minardos (Kolyan), Michael J. Pollard (Digby Popham)

## A Proud Town
- Prima televisiva: 19 dicembre 1965
- Diretto da: Larry Peerce
- Scritto da: Paul L. Friedman

### Trama
- Guest star: Pamelyn Ferdin (Abigail), Pat Cardi (Mike), Ken Mayer (Martin Stoddard), Carol Brewster (Grace Stoddard), William Henry (Regan), Charles Horvath (Shay), William Harlow (Bolger), Robert Gross (Randy Stoddard), Jay Jostyn (dottor Coats), Ludwig Donath (Julius Perrin)

## The Golden Fleece
- Prima televisiva: 2 gennaio 1966
- Diretto da: Lee H. Katzin
- Scritto da: Robert Lees, Jessica Benson

### Trama
- Guest star: Sydney Smith (segretario Richardson), Frank Gerstle (maggiore Meade), Bob Hull (Bob), Harvey Grant (Hank), Harry Townes (Randall Kirby), William Phipps (capitano Brooks), Bing Russell (sceriffo Gorman), William Bryant (presidente Ulysses S. Grant)

## The Wolfers
- Prima televisiva: 9 gennaio 1966
- Diretto da: Larry Peerce
- Scritto da: Frank Paris

### Trama
- Guest star: Morgan Woodward (Clyde), Nick Dimitri (Young Hawk), Bruce Dern (Les), Charles Horvath (Jud), Foster Hood (Brave), Zeme North (White Fawn)

## This Stage of Fools
- Prima televisiva: 16 gennaio 1966
- Diretto da: Lee H. Katzin
- Scritto da: Ken Trevey

### Trama
- Guest star: Nicolas Surovy (Vinnie Stamp), Hagen Smith (Ginger), Chris Alcaide (John F. Parker), Rex Ingram (Hannibal), William Harlow (cittadino), Bill Hickman (Donegan), Martin Landau (Edwin Booth)

## A Destiny Which Made Us Brothers
- Prima televisiva: 23 gennaio 1966
- Diretto da: Allen Reisner
- Scritto da: Andrew J. Fenady

### Trama
- Guest star: Willard Sage (Joe Darcy), George Sawaya (generale Sherman), William Bryant (generale Grant), Jan Merlin (Jim Darcy), Buck Taylor (caporale), Steve London (capitano), Jonathan Hawke (McPherson), Andrew J. Fenady (generale Sheridan), Len Hendry (Wallace), James MacArthur (tenente Dan Laurence)

## McCord's Way
- Prima televisiva: 30 gennaio 1966
- Diretto da: William Witney
- Scritto da: Borden Chase

### Trama
- Guest star: Robert Swan (Bud Lee), James Beck (Bill Tomlin), Rocky Young (Tommy Kendall), Henry Capps (Joe Latigo), Mona Freeman (Dora Kendall), Tom Reese (Jess Muhler), Willard Sage (Wes Trent), Ben Johnson (Bill Latigo), Craig Hundley (Rob)

## Nice Day for a Hanging
- Prima televisiva: 6 febbraio 1966
- Diretto da: Allen Reisner
- Scritto da: Frank Chase

### Trama
- Guest star: Beau Bridges (Lon Allison), Rusty Lane (sceriffo), William Baskin (Tiny), Whitney Blake (Nan Richards), Dick Miller (Wrangler), James Anderson (Frank Allison)

## Barbed Wire
- Prima televisiva: 13 febbraio 1966
- Diretto da: Harry Harris
- Scritto da: Ken Trevey

### Trama
- Guest star: Lane Bradford (Jack Kilgore), Ted Jordan (Smoky), Leif Erickson (Roy Beckwith), Sherry Jackson (Nell Beckwith), Roy Gleason (Howie), Rod Cameron (Holland Thorp)

## Yellow for Courage
- Prima televisiva: 20 febbraio 1966
- Diretto da: Harry Harris
- Scritto da: Frederick Louis Fox

### Trama
- Guest star: Stuart Lancaster (Bockett), Dirk Evans (sceriffo), Harry Harvey (dottor Shackley), Patricia Medina (dottor Karen Miller), Boyd 'Red' Morgan (Collins), Victor Izay (banchiere), Michael Forest (Newt Woolery)

## Call to Glory: Part 1
- Prima televisiva: 27 febbraio 1966
- Diretto da: Allen Reisner
- Scritto da: John Wilder, Jerry Ziegman

### Trama
- Guest star: H. M. Wynant (Lionel McAllister), William Bryant (presidente Ulysses S. Grant), David Brian (Gregory Hazin), Kathie Browne (Jennie Galvin), James Hurst (tenente Cable), Richard Tatro (tenente Douglas Briggs), Gary New (Young Hawk), Jacquelyn Hyde (Libby Custer), Lee Van Cleef (Charlie Yates), John Pickard (generale Sheridan), Michael Pate (Crazy Horse), Felix Locher (Sitting Bull), Robert Lansing (George Armstrong Custer)

## Call to Glory: Part 2
- Prima televisiva: 6 marzo 1966
- Diretto da: Allen Reisner
- Scritto da: John Wilder, Jerry Ziegman

### Trama
- Guest star: David Brian (Gregory Hazin), Robert Lansing (George Armstrong Custer), H. M. Wynant (Lionel McAllister), Kathie Browne (Jennie Galvin), John Pickard (generale Sheridan), Lee Van Cleef (Charlie Yates), Vaughn Taylor (Timothy Galvin), Richard Tatro (tenente Douglas Briggs), Jacquelyn Hyde (Libby Custer), Gary New (Young Hawk), Michael Pate (Crazy Horse), Felix Locher (Sitting Bull), James Hurst (tenente Cable), William Bryant (presidente Ulysses S. Grant)

## Call to Glory: Part 3
- Prima televisiva: 13 marzo 1966
- Diretto da: Allen Reisner
- Scritto da: John Wilder, Jerry Ziegman

### Trama
- Guest star: David Brian (Gregory Hazin), Robert Lansing (George Armstrong Custer), H. M. Wynant (Lionel McAllister), Kathie Browne (Jennie Galvin), John Pickard (generale Sheridan), Lee Van Cleef (Charlie Yates), Vaughn Taylor (Timothy Galvin), Richard Tatro (tenente Douglas Briggs), Jacquelyn Hyde (Libby Custer), Gary New (Young Hawk), Michael Pate (Crazy Horse), Felix Locher (Sitting Bull), James Hurst (tenente Cable), William Bryant (presidente Ulysses S. Grant)

## The Ghost of Murietta
- Prima televisiva: 20 marzo 1966
- Diretto da: William Witney
- Scritto da: Frank Paris

### Trama
- Guest star: Linda Dangcil (Rosita), Ben Welden (Vega), Jose DeVega (Juan Molinera), Rafael Campos (Luis), George Petrie (Jose), Robert Tafur (Ramirez), Dolores del Río (Antonia Molinera)

## The Assassins: Part 1
- Prima televisiva: 27 marzo 1966
- Diretto da: William Witney
- Scritto da: Jameson Brewer

### Trama
- Guest star: Jim Davis (Swaney), Kamala Devi (Laurette Ashley), John Carradine (generale Joshua McCord), William Bryant (presidente Ulysses S. Grant), Mike Ross (Randall), Carlos Rivas (dottor Felix Cueverra), Margarita Cordova (Socorro Cueverra), Peter Graves (senatore Keith Ashley)

## The Assassins: Part 2
- Prima televisiva: 3 aprile 1966
- Diretto da: William Witney
- Scritto da: Jameson Brewer

### Trama
- Guest star: Jim Davis (Swaney), Kamala Devi (Laurette Ashley), John Carradine (generale Joshua McCord), William Bryant (presidente Ulysses S. Grant), Mike Ross (Randall), Carlos Rivas (dottor Felix Cueverra), Margarita Cordova (Socorro Cueverra), Peter Graves (senatore Keith Ashley)

## Headed for Doomsday
- Prima televisiva: 10 aprile 1966
- Diretto da: Edward Ludwig
- Scritto da: Peter Barry

### Trama
- Guest star: Bruno VeSota (Laird Sawyer), Russ McCubbin (Fred Turner), Carol Ohmart (Laureen Macklin), Robert Q. Lewis (Satterfield), Leo V. Matranga (Menafee), Burgess Meredith (Horace Greeley)

## Cowards Die Many Times
- Prima televisiva: 17 aprile 1966
- Diretto da: Bernard McEveety
- Scritto da: Frank Chase

### Trama
- Guest star: Bill Catching (Deke), Luke Saucier (Midge), John Ireland (Ted Evers), William Benedict (Hogan), Alex Sharp (sergente), Lola Albright (Ann Williams)

## Kellie
- Prima televisiva: 24 aprile 1966
- Diretto da: Marc Daniels
- Scritto da: Frank Chase

### Trama
- Guest star: John Carradine (generale Joshua McCord), Billy Beck (Mouse), Lola Albright (Ann Williams), Morgan Brittany (Kellie), Victor French, Richard Webb (Trask), Dick Cangey (Grant), Lincoln Demyan